# Gaston Bogaerts (rolschaatser)
Gaston Bogaerts is een Belgisch voormalig rolschaatser.

## Levensloop
Bogaerts werd in 1938 te Londen Wereldkampioen (piste) op de 1.500 meter. In 1935 in het Italiaanse Monza was hij eerder reeds Europees kampioen (weg) geworden op de halve marathon. In 1938 in het eveneens Italiaanse Ferrara behaalde hij brons op het WK (weg) op de 1.000 meter.

## Palmares

### Weg
- Europese kampioenschappen
  - 1935 in het Italiaanse Monza
    -  op de halve marathon
- Wereldkampioenschappen
  - 1938 in het Italiaanse Ferrara
    -  op de 1.000 meter

### Piste
- Wereldkampioenschappen
  - 1938 in het Britse Londen
    -  op de 1.500 meter